# Чарльстон (танець)
Чарльсто́н (англ. Charleston) — танець, названий на честь міста Чарлстон у Південній Кароліні. Музика, під яку виконували чарльстон, стала популярною в США після прем'єри на Бродвеї шоу «Runnin 'Wild», у якому дебютувала пісня «The Charleston», що її написав Джеймс П. Джонсон.

## Історія
Танець виник на початку XX століття на Півдні США. У 1920-і роки чарльстон був дуже популярний у широких інтернаціональних колах американського суспільства. Цей танець найчастіше асоціюють із спікізі (англ. speakeasy) і флеперками. Свого часу ці дівчата танцювали разом і поодинці, підкреслюючи цим свою зневагу до людей, що підтримували сухий закон. Чарльстон тоді вважали провокативним аморальним танцем.
1925 року чарльстон потрапляє до Франції, а саме до Парижа, де його в «Revue nègre» виконала Жозефіна Бейкер (прем'єра відбулася в театрі Єлисейських полів).

## Танець чарльстон
Чарльстон — один із пращурів лінді-хопа, що з'явився в 1930-х (перехідною формою між ними вважають брейкевей). Пізніше різновидом чарльстону стає блек-боттом.

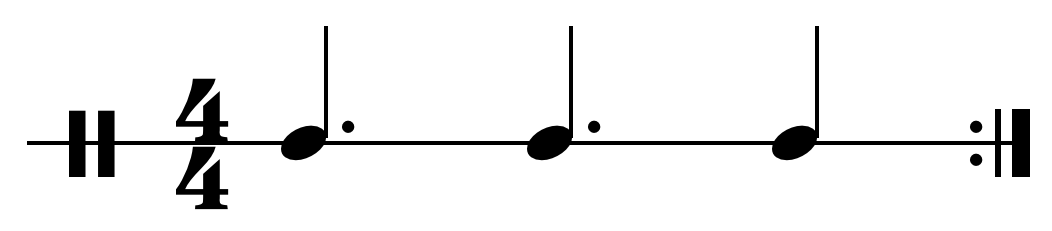
Ритм чарльстону.

У 1930-і й 1940-і роки набуває популярності інша форма чарльстону, яка тяжіє до лінді-хопу. У цій пізній формі чарльстону ритм хот-джазу 1920-х років був пристосований до музики свінґу.
Танцювальний стиль чарльстон має кілька поширених назв, найбільш часто вживають «лінді-чарльстон», «савой-чарльстон», «свінґ-чарльстон». Базовий крок складається з восьми рахунків і виконується вдвох із партнером або solo.